# Anthicus normandi
Anthicus normandi es una especie de coleóptero de la familia Anthicidae.

## Distribución geográfica
Habita en Túnez.